# باورم کنید، خانم!
باورم کنید، خانم! نام رمان سزارو روزتی می‌باشد. این رمان در لیست کتب خواندنی یافت می‌شود و برای اولین بار در سال ۱۹۵۰، در همان سالی که سزارو روزتی فوت کرد، منتشر شد. اگرچه کار اثر تا سال ۱۹۴۹ به اتمام رسیده بود.
این کتاب، که نویسنده آن را به برادرش رتو تقدیم کرده، رمان حسب‌حال است، که دربارهٔ زندگی و کار او به عنوان غرفه دار می‌باشد.
این رمان توسط سندر سزاتماری در سال ۱۹۵۷ به زبان مجارستانی ترجمه شد.
ترجمه ایتالیایی آن در سال ۲۰۱۳ به همت باشگاه اسپرانتو میلان تهیه، و توسط فدراسیون اسپرانتو ایتالیا منتشر شد.